# Jubileo (bíblico)
El Jubileo (hebreo: יובל yōḇel; Yidis: yoyvl) es el año que sigue al paso de siete «semanas de años» (siete ciclos de años sabáticos, o 49 años en total). Este quincuagésimo año (Lv 25:10-11) se ocupa en gran medida de la tierra, la propiedad y los derechos de propiedad. Según las regulaciones que se encuentran en el Levítico, ciertos sirvientes contratados serían liberados de la servidumbre (Lv 25:39-42), algunas deudas serían perdonadas (Lv 25:28), y todos debían regresar a su propia propiedad en los años de jubileo (Lv 25:13).
La literatura rabínica menciona una disputa entre los Sabios y el Rabino Yehuda sobre si era el año 49 (el último año de siete ciclos sabáticos, conocido como el Shabat del Shabat), o si era el año siguiente (el 50).
Las reglas bíblicas sobre los años sabáticos todavía son observadas por muchos judíos religiosos en Israel, pero las prácticas prescritas para el año jubilar no se han observado durante muchos siglos. Según la interpretación actual de la Torá en el judaísmo rabínico contemporáneo, la observancia del año jubilar solo se aplicaba cuando el pueblo judío vivía en la Tierra de Israel según sus tribus. Por lo tanto, en cierto sentido, el Jubileo no ha sido aplicable desde la destrucción del Reino de Israel en 722 AC por el Rey neoasirio Sargón II.
En un sentido más moderno, las reglas del Jubileo sobre la redistribución de la tierra (a diferencia del perdón de la deuda) se han vuelto obsoletas, ya que en el moderno Estado de Israel, la tierra fue nacionalizada en la fundación del estado (dadas las actividades del Fondo Nacional Judío para ayudar a crear el estado de Israel y para evitar que una clase terrateniente adinerada monopolizara los escasos recursos de la tierra). El gobierno israelí sigue actuando como el único terrateniente a nivel nacional.

## Etimología
La Septuaginta utilizó la frase "un toque de trompeta de libertad" (ἀφέσεως σημασία apheseôs sêmasia), y la Vulgata utilizó el latín iobeleus; el término latino deriva del término hebreo יוֹבֵל yōḇēl, utilizado en el texto masorético, que también significaba carnero y trompeta de cuerno de carnero; el año del Jubileo se anunciaba con un toque de shofar, un instrumento hecho con cuerno de carnero, durante el Yom Kippur de ese año (Lv 25:9).

## Importancia teológica
El texto del Libro de Levítico sostiene que el Jubileo existía porque la tierra era posesión de Yahweh y sus ocupantes actuales eran simplemente extranjeros o arrendatarios, y por lo tanto la tierra no debía venderse para siempre (Lv 25:23). Las fuentes midráshicas sostienen que el Jubileo fue creado para preservar la división original de la tierra entre las tribus israelitas, como lo evidencia la tradición rabínica de que el Jubileo no debería imponerse hasta que los israelitas estuvieran en control de Canaán.
El Levítico también afirma que los israelitas eran siervos de Yahvé (Lv 25:55), lo que los rabinos clásicos tomaron como justificación para la manumisión de los esclavos israelitas en el Jubileo, usando el argumento de que ningún hombre debería tener dos amos, y por lo tanto, como siervos de Yahvé, los israelitas no deberían ser también siervos de los hombres.
En la monografía de Andrew Steinmann sobre la cronología bíblica se explica otra perspectiva teológica que ofrecen los ciclos jubilares. Steinmann analiza en profundidad la evidencia de varios años sabáticos anteriores al exilio y cómo todos ellos se produjeron durante un número entero de períodos de siete años antes del Jubileo de Ezequiel. También señala que la fecha de la entrada en la tierra que implica el Jubileo de Ezequiel (el decimoséptimo) concuerda exactamente con la fecha calculada a partir de I Reyes 6:1 y Js 5:6. Estas consideraciones cronológicas suelen pasarse por alto en las discusiones sobre la legislación para los años jubilares y sabáticos, pero Steinmann destaca su importancia teológica de la siguiente manera:
Esto ilustra uno de los principios enunciados en el prefacio del presente libro: que algunas ideas históricas permanecerán ocultas hasta que se determine adecuadamente la cronología del período en cuestión. Los ciclos jubilares y sabáticos proporcionan esa información histórica. Pero hacen más: también ofrecen ideas teológicas sobre cuestiones tan importantes como la fecha y la historicidad del Éxodo y el origen del Libro de Levítico. Si, como se ha argumentado, los tiempos de los ciclos jubilares y sabáticos se conocieron durante todo el tiempo que Israel estuvo en su tierra y, además, que la única explicación adecuada que se ha dado hasta ahora para que el Jubileo de Ezequiel sea el decimoséptimo jubileo es que el cómputo de estos ciclos comenzó en realidad 832 años antes, en 1406 AC, entonces es lógico concluir que los capítulos 25-27 de Levítico, los textos que establecen los años sabáticos y los jubileos, existían a fines del siglo XV AC.

## Origen y finalidad
Levítico 25:8–13:
Contaréis siete años de reposo, siete veces siete años; y tendréis días de siete años de reposo, cuarenta y nueve años. Entonces tocaréis la trompeta con fuerza el día diez del mes séptimo. En el día de la expiación tocaréis la trompeta por toda vuestra tierra. Santificaréis el año cincuenta, y pregonaréis libertad en la tierra a todos sus moradores. Será para vosotros un año de jubileo, y cada uno volverá a su propiedad, y cada cual volverá a su familia. El año cincuenta os será de jubileo. No sembraréis en él, ni segaréis lo que nazca de suyo, ni cosecharéis lo que no se haya cosechado; porque es un año de jubileo; os será santo; comeréis del fruto del campo. En este año de jubileo volveréis cada uno a su propiedad.
Las sociedades del antiguo Cercano Oriente declaraban regularmente nulas las deudas no comerciales, normalmente en la coronación de un nuevo rey o por orden del rey. Los eruditos bíblicos argumentaron una vez que el Jubileo era un desarrollo obvio del año sabático. En lugar de esperar al año 50 o 49, el Código Deuteronómico requiere que los esclavos hebreos sean liberados durante su séptimo año de servicio (Dt 50:12), al igual que el Código del Pacto (Ex 21:2-6), que algunos eruditos textuales consideran anterior al Código de Santidad.
El Libro de Ezequiel, que algunos eruditos textuales también consideran anterior al Código de Santidad, se refiere a un año de libertad (שנת דרור), durante el cual la propiedad es devuelta al propietario original (o sus herederos) (Ex 46:17), pero la palabra דרור es utilizada por Jeremías para describir la liberación de esclavos durante el año sabático (Jr 34:14-15), lo que varios eruditos toman como implicación de que Ezequiel debe haberse referido al año sabático. Los eruditos sospechan que la transferencia de estas regulaciones al año 49 o 50 fue un intento deliberado de hacer un paralelo con el hecho de que Shavuot es 50 días después de Pésaj, y sigue a siete semanas de cosecha; este paralelo se considera significativo en la Cábala.
Según la hipótesis documental, propuesta originalmente por Julius Wellhausen, los capítulos bíblicos que contienen la legislación del Jubileo y del año sabático (capítulos 25 y 27 del Levítico) eran parte del llamado "P" o Código Sacerdotal que Wellhausen creía que representaba la última etapa en el desarrollo de la religión de Israel. Wellhausen fechó esos capítulos en un período exílico tardío o post-exílico, aunque muchos defensores modernos de la Hipótesis Documentaria han llegado a dataciones diferentes.
La teoría de Wellhausen de que la legislación del Jubileo y del Año Sabático fue escrita en el período exílico o posterior al exilio, específicamente después del tiempo de Ezequiel, siempre ha sido cuestionada por los eruditos que han mantenido la posición tradicional del judaísmo y el cristianismo sobre la autoría mosaica de Levítico.
Sin embargo, recientemente, las teorías de Wellhausen y otros que datan la legislación del Jubileo y del Año Sabático en el período del exilio o más tarde también han sido cuestionadas por eruditos que generalmente no tienen una visión conservadora de la Biblia. En este sentido, Yehezekel Kaufmann ha argumentado que el Libro de Ezequiel cita la legislación del Jubileo y del Año Sabático del Libro de Levítico, que debe haber existido antes de los escritos de Ezequiel. Este argumento ha sido ampliado por Risa Levitt Kohn, que examinó en detalle los 97 términos y frases que comparten Ezequiel y el Código Sacerdotal.  Ella concluye:
En cada uno de estos ejemplos, la dirección de la influencia se desplaza de P a Ezequiel. Un término o expresión con una connotación positiva en P adquiere un matiz negativo en Ezequiel. Ezequiel parodia el lenguaje de P al utilizar términos de manera antitética. Es virtualmente imposible imaginar que el Escritor Sacerdotal hubiera compuesto la historia israelita transformando imágenes de la apostasía de Israel y la posterior caída de Ezequiel en imágenes que transmitieran el pacto excepcional y la relación única entre Israel y YHWH. De hecho, es difícil imaginar que el Escritor Sacerdotal pudiera haber convertido la tierra de exilio de Ezequiel (ארץ מגוריהם) en la tierra prometida de Israel, los enemigos de Israel (קהל עמים) en una señal de fecundidad, o el abundante pecado de Israel (במאד מאד) en una señal del pacto de YHWH. Es plausible, sin embargo, que Ezequiel, escribiendo en el exilio, reevaluara la descripción que P hace de la singularidad de Israel, invirtiendo cínicamente estas imágenes de modo que lo que una vez fue una "fragancia agradable a YHWH" simboliza la impiedad y la irreverencia.
John Bergsma ofrece un argumento adicional contra una fecha exílica o post-exílica para la codificación de la legislación del Jubileo y del año sabático, diciendo que la Sitz im Leben (situación de vida) del período exílico o post-exílico no se aborda en absoluto en esta legislación.
Por último, si el único propósito de la legislación jubilar era servir de pretexto para la devolución de las tierras de los exiliados, sin duda se podrían haber escrito leyes mucho más simples que las del jubileo y atribuidas a Moisés. Todo lo que se necesitaría es una breve declaración que ordene la devolución de la propiedad a cualquier israelita que regrese después de haber sido exiliado. De hecho, precisamente leyes tan breves y precisas existen en los códigos mesopotámicos, por ejemplo, el Código de Hammurabi § 27 y las Leyes de Ešnunna § 29. Pero, por el contrario, la legislación jubilar nunca aborda la situación del Exilio. La única forma de enajenación de tierras que se aborda en el texto es la venta por parte del propietario. Si el sacerdocio en el período persa temprano realmente hubiera querido un pretexto legal para la devolución de las tierras perdidas, seguramente habría escrito una ley que abordara directamente su situación.
Bergsma señala, por tanto, la incongruencia de que Wellhausen atribuya una fecha exílica o postexílica a la legislación sobre el Jubileo y el Año Sabático, ya que ello entraría en conflicto con el Sitz im Leben de Israel durante y después del exilio. Además, Bergsma demuestra que el problema que abordaba esta legislación era un problema reconocido por los Reyes de Babilonia en el segundo milenio AC, lo que naturalmente sugiere la posibilidad de una fecha de codificación mucho más temprana. Estos reyes babilónicos (a los que se podría añadir Ammi-Saduqa) emitieron ocasionalmente decretos para la cancelación de deudas y/o el retorno del pueblo a las tierras que habían vendido. Estos decretos de "borrón y cuenta nueva" tenían por objeto corregir la tendencia de los deudores, en las sociedades antiguas, a endeudarse sin remedio con sus acreedores, acumulando así la mayor parte de la tierra cultivable en manos de unos pocos ricos. Los decretos se emitieron esporádicamente.
El economista Michael Hudson sostiene que la legislación bíblica de los años jubilares y sabáticos abordaba los mismos problemas que encontraron estos reyes babilónicos, pero la formulación bíblica de las leyes presentó un avance significativo en la justicia y los derechos del pueblo. Esto se debió a que las "pizarras en blanco" ahora se codificaban en leyes, en lugar de depender del capricho del rey. Además, el ritmo regular de los años sabáticos y jubilares significaba que todos sabían cuándo vencía el próximo pago, lo que brindaba justicia y equidad tanto al acreedor como al deudor.  Por lo tanto, Hudson sostiene que no solo fue la legislación levítica un avance significativo sobre los intentos anteriores de abordar el endeudamiento, sino que también fue eminentemente práctica, en contradicción con muchos intérpretes bíblicos que no son economistas y que la han etiquetado como "utópica".

## Reglamento
Las normas bíblicas relativas al año jubilar aparecen en Levítico 25. Según estas normas, el Jubileo debía sonar una vez contados 49 años (Lv 25:8), lo que plantea una ambigüedad sobre si el Jubileo se celebraba dentro del año 49 o lo seguía como una intercalación en los ciclos sabáticos de 7 años; los eruditos y las fuentes rabínicas clásicas están divididos sobre esta cuestión. 
El requisito bíblico es que el año jubilar debía ser tratado como un año sabático, con la tierra en barbecho, pero también requería la devolución obligatoria de todas las propiedades a sus dueños originales o sus herederos, excepto las casas de los laicos dentro de las ciudades amuralladas, además de la manumisión de todos los siervos israelitas contratados.
Las normas bíblicas establecen que la tierra debía descansar un "sábado" cuando los hijos de Israel llegaran a la tierra que Dios les estaba dando (Lv 25:2). El Seder Olam Rabbah (siglo II d. C.) afirmaba que este versículo significaba que el conteo no debía comenzar hasta que los israelitas hubieran obtenido el control de Canaán, que el Seder Olam, basándose en la tradición recibida, situaba a los 14 años después de su entrada en la tierra.
Esta interpretación ha sido ampliamente adoptada en la erudición rabínica posterior. Una razón para esta interpretación del texto levítico era que si el conteo comenzaba antes de que la tierra fuera completamente conquistada, requeriría que los israelitas devolvieran la tierra a los cananeos en un plazo de 50 años.
Los colonos sionistas han planteado preocupaciones nacionalistas similares sobre el impacto del Jubileo en la propiedad de la tierra. Desde un punto de vista legal, la Ley del Jubileo prohibía efectivamente la venta de tierras en propiedad absoluta y, en su lugar, la tierra solo podía arrendarse por no más de 50 años. Las normas bíblicas continúan especificando que el precio de la tierra tenía que ser proporcional a cuántos años faltaban para el Jubileo, siendo la tierra más barata cuanto más cerca estuviera del Jubileo (Lv 25:14-17).

## Duración del ciclo
Como el año 49 ya era un año sabático, se requería que la tierra se dejara en barbecho durante él, pero si el año 50 también tenía que mantenerse en barbecho, como el Jubileo, entonces no habría nuevas cosechas disponibles durante dos años, y solo las frutas de verano estarían disponibles para el año siguiente, creando un riesgo mucho mayor de hambruna en general. Por lo tanto, Yehudah Hanasí sostuvo que el año jubilar era idéntico al año 49 sabático. Sin embargo, la mayoría de los rabinos clásicos creían que la frase bíblica santificar el año quincuagésimo (Lv 25:10), junto con la promesa bíblica de que habría tres años de fruto en el sexto año (Lv 25:21), implica que el año jubilar era el año 50.
La opinión de los Gueonim, y en general de las autoridades posteriores, era que antes del cautiverio babilónico el Jubileo era la intercalación del año 50, pero después de que terminó el cautiverio el Jubileo fue esencialmente ignorado, excepto por el sonido del shofar, y coincidió con el año sabático 49; la razón era que el Jubileo solo debía observarse cuando los judíos controlaran todo Canaán, incluidos los territorios de Rubén y Gad y la media tribu oriental de Manasés.
La duración del ciclo jubilar sigue siendo de interés para los estudiosos modernos, como también lo es la cuestión de la viabilidad de la legislación y de si alguna vez se puso en vigor a nivel nacional. En cuanto a la duración del ciclo, tres importantes estudios académicos dedicados a los años jubilares y sabáticos coinciden en que era de 49 años, aunque discrepan un poco sobre la interpretación de las otras cuestiones implicadas. Estos estudios importantes fueron los de Benedict Zuckermann, Robert North, y Jean-François Lefebvre. Las razones dadas por estos autores para apoyar un ciclo de 49 años son tanto textuales (examinando todos los textos bíblicos relevantes) como prácticas.
El documento 4Q319 de los Manuscritos del Mar Muerto "representa un sistema calendárico basado en la rotación semanal de los veinticuatro cursos sacerdotales durante un período de seis años y construido en seis Jubileos consecutivos, es decir, 294 años".

### Consideraciones textuales y prácticas
North da un ejemplo del argumento textual en su comparación de Lv 23:15-16 con Lv 25:8-11. El primer pasaje establece el tiempo, en días, para la "Fiesta de las Semanas" (Shavuot), mientras que el segundo prescribe el tiempo, en años, para el Jubileo. En el primer pasaje, se dice que el inicio del cómputo para la "Fiesta de las Semanas" es "el día después del sábado" (mimaharat ha-shabat, Lv 23:15), y debe terminar "el día después del séptimo sábado" (mimaharat ha-shabat ha-sheviyit, Lv 23:16 ). Estas siete semanas constituirían 49 días en la mayoría de los métodos modernos de cómputo. Sin embargo, el versículo 16 dice que deben computarse como 50 días. Este método de cómputo (a veces llamado "numeración inclusiva") es bastante común en las Escrituras; Por ejemplo, la Fiesta de los Tabernáculos debe durar siete días (Lv 23:34-36), pero el último día se llama octavo día (v. 36). North encontró que esta comparación entre Lv 23 ("Fiesta de las Semanas") y Lv 25 (Jubileos) era "el apoyo más fuerte posible para el cuadragésimo noveno año" como el año del Jubileo. Su conclusión de que el Jubileo era idéntico al séptimo año sabático fue seguida por Lefebvre, por esta y otras razones adicionales.
La consideración de que el Jubileo era idéntico al séptimo año sabático resuelve los diversos problemas prácticos, como también abordan estos autores. Si el Jubileo fuera separado y posterior al séptimo año sabático, entonces habría dos años de barbecho sucesivos. Sin embargo, Lefebvre señala que no hay apoyo en las Escrituras para dos años de barbecho voluntarios sucesivos, aunque algunos han malinterpretado Lv 25:21-22 como si esto se refiriera a un año de Jubileo después de un año sabático, lo cual no es el sentido del pasaje. Lefebvre muestra que esto no puede ser así porque la siembra se menciona para el octavo año; es el año después de un sábado, un año en el que se reanudan la siembra y la cosecha.
Otro problema práctico que ocurriría si el ciclo del Jubileo fuera de 50 años es que, después del primer ciclo, los ciclos de Jubileo y Sabático estarían desfasados a menos que el séptimo ciclo sabático se extendiera a ocho años. Pero las Escrituras no dan instrucciones para hacer tal ajuste. En cambio, se supone que los dos ciclos siempre estarán en sintonía, de modo que el shofar pueda sonar en el séptimo año del séptimo ciclo sabático.
En cambio, la consideración de que el año jubilar es un año intercalado, separado y distinto de los ciclos sabáticos resuelve una cuestión del requisito de la observancia de la Torá de Lv 25:3 y Lv 25:11. Porque en el primer pasaje, el mandamiento es que la siembra y la poda deben ocurrir durante seis años consecutivos, mientras que en el segundo, el mandamiento es no sembrar, ni cosechar ni recolectar de viñas descuidadas en el año jubilar.
Si el año jubilar es el año 50, como lo confirma Lv 25:10-11, necesariamente debe ser un año separado de los primeros 49 años que comprenden la totalidad de los primeros siete ciclos sabáticos. Por lo tanto, no puede ser idéntico al séptimo año sabático, ya que 49 no es igual a 50. Si el año jubilar se considerara idéntico al año uno del siguiente ciclo sabático, no se podría observar el requisito de observar seis años consecutivos de siembra y poda, ya que solo habría cinco años disponibles para sembrar y cosechar, no los seis especificados como lo requiere Lv 25:3.
Gran parte del malentendido proviene de no leer cuidadosamente el texto hebreo original. No había ningún requisito en la Ley de observar 6 años consecutivos de siembra. El mandamiento establecía que se podía sembrar durante seis años, pero en el séptimo año la tierra debía observar un descanso sabático. Sería una doble negación ordenar que la tierra se sembrara durante seis años en casos de hambruna y guerra.

### Consideraciones históricas
Aunque estos autores no los citan, hay dos argumentos históricos que también abogan por un ciclo de 49 años. El primero es que los samaritanos celebraban un ciclo de 49 años. Aunque los samaritanos dejaron de contar para el Jubileo hace algunos cientos de años, según un informe reciente se está intentando determinar la fecha en la que cesó el conteo para reanudarlo. El conteo se realizará nuevamente según un ciclo de 49 años.
Se ha presentado un segundo argumento histórico en el sentido de que los dos casos de un Jubileo mencionados en el Talmud de Babilonia (tratados Arakin 12a y Megillah 14b) parecen ser recuerdos históricos adecuados, porque los métodos de cálculo conocidos de la erudición rabínica eran incapaces de calcular correctamente las fechas de los Jubileos mencionados.
La erudición rabínica (talmúdica) siempre asumió que el cómputo de los reyes no se basaba en el ascenso al trono, por lo que el primer año parcial de un rey se contaba dos veces, tanto para él como para el último año del rey fallecido. Este cómputo daría 47 años desde el Jubileo mencionado en el año 18 de Josías (Meguilá 14b) hasta el Jubileo que tuvo lugar 14 años después de que Jerusalén cayera en manos de los babilonios (Arakín 12a), mientras que la diferencia correcta era de 49 años (623 AC a 574 AC). Esto se ha presentado como evidencia adicional de que el ciclo era de 49 años, y además de que los ciclos se estaban midiendo hasta el último Jubileo en los días de Ezequiel, cuando las estipulaciones del año del Jubileo, descuidadas durante mucho tiempo excepto en el cómputo de los sacerdotes, ya no podían observarse porque el pueblo estaba cautivo en una tierra extranjera.

## Fecha en que comenzó el recuento
El Seder Olam Rabbah reconoció la importancia de los ciclos de Jubileo y Sabático como un sistema de calendario de largo plazo, e intentó en varios lugares encajar los años Sabático y Jubileo en su esquema cronológico. Como se mencionó anteriormente, el Seder Olam propuso la idea de que el cómputo de estos ciclos se aplazó hasta 14 años después de la entrada en la tierra. Las razones para esto se dan en el capítulo 11 del Seder Olam.
En Josué capítulo 14, Caleb menciona que tenía 40 años cuando fue enviado como espía en el segundo año del viaje de 40 años por el desierto, y su edad actual era 85 (Js 14:7-10), lo que significa que recibió su herencia siete años después de entrar en Canaán. El rabino Jose asumió que todos los demás recibieron su herencia cuando lo hizo Caleb, o ya la habían recibido, de modo que la asignación de la tierra a las tribus terminó en este momento.
Debido a que la división de la tierra tomó siete años, la conquista que siguió también debe haber tomado siete años. “Hay que decir que Israel estuvo en Gilgal durante catorce años, siete de ellos durante la conquista y siete de ellos durante la distribución.” Luego, después de haber erigido el Tabernáculo en Silo, “en ese momento comenzaron a contarse los años de los diezmos, los años sabáticos y los años del jubileo.”
Se ha ofrecido otra explicación para la postergación del cómputo por parte del Rabino Jose hasta que hubieran transcurrido 14 años. En este mismo capítulo 11 del Seder Olam, el Rabino Jose afirmó (por razones desconocidas) que el tiempo de Israel en su tierra debe haber durado un número entero de períodos de Jubileo. Si esto fuera cierto, uno de esos períodos debería haber terminado al comienzo del Exilio, en el año 587 AC. Sin embargo, el Rabino Jose también creía que Ez 40:1 marcaba el comienzo del decimoséptimo Jubileo, y esto fue 14 años después de la caída de la ciudad. En otras palabras, el Jubileo llegó 14 años demasiado tarde, según la idea de que el tiempo en la tierra debe comprender un número entero de ciclos de Jubileo.
Rodger Young propone que el conocimiento de cuándo debía celebrarse un Jubileo genuino fue la verdadera razón para suponer un retraso antes del comienzo del cómputo:
La razón de la demora de catorce años en el Séder 'Olam 11 es que el Rabino Yose (autor principal del Séder 'Olam) tenía la idea fija de que el tiempo total que Israel pasó en su tierra debía resultar en un número exacto de ciclos jubilares. Si ese hubiera sido el caso, entonces deberíamos haber esperado que el año 587 AC, cuando comenzó el Exilio, hubiera sido el final de un período jubilar. Sin embargo, el Rabino Yose citó Ez 40:1 como la designación del momento del decimoséptimo jubileo, y como sabía que esto fue catorce años después de la caída de la ciudad, supuso que el conteo se había retrasado catorce años para poder dar cuenta de los catorce años entre la caída de la ciudad y la observancia del decimoséptimo jubileo. También mencionó el jubileo anterior, en la época de Josías. Por mucho que le hubiera gustado situar estos dos últimos Jubileos catorce años antes para ser coherente con su idea fija, el Rabino Yose no pudo hacerlo porque sabía que se trataba de fechas históricas, no fechas que surgían de su propio cálculo.
Una versión alternativa es que el conteo comenzó al entrar en la tierra. Esto se desprende de una lectura directa del texto pertinente en Levítico:
El Señor habló a Moisés en el Monte Sinaí, diciendo: Habla a los hijos de Israel y diles: "Cuando hayáis entrado en la tierra que yo os doy, la tierra tendrá un día de reposo para el Señor. Seis años sembrarás tu tierra, y seis años podarás tu viña y recogerás su fruto, pero el séptimo año la tierra tendrá un día de reposo, un día de reposo para el Señor... También contarás siete días de reposo de años, siete veces siete años, de modo que tengas el tiempo de los siete días de reposo de años, es decir, cuarenta y nueve años. Entonces tocarás la trompeta en el lugar público el día diez del mes séptimo; el día de la expiación harás sonar la trompeta por todo tu país. Así santificarás el año cincuenta, y proclamarás libertad en la tierra a todos sus habitantes. Será para ti un jubileo (Lv 25:1-4, 8-10).
El Talmud afirma que el pueblo de Israel contó 17 Jubileos desde el momento en que entraron en la Tierra de Canaán hasta su exilio en la destrucción del Primer Templo. Si se mide el conteo 17 ciclos hacia atrás desde el Jubileo de Ezequiel (Ez 40:1) que comenzó en Tishréi de 574 AC, según el cálculo de Edwin Richard Thiele, el primer año del primer ciclo habría sido 1406 AC.
Según el calendario religioso que comenzaba el año en Nisán, y de acuerdo con Js 5:10 que ubica la entrada en la tierra en Nisán, Nisán de 1406 AC es el mes y año en que comenzó el conteo. Pero 1406 AC es el año de entrada en la tierra que tradicionalmente se deriva por otro método, a saber, tomando la fecha de Thiele de 931/930 AC para el comienzo del reino dividido después de la muerte de Salomón, en conjunción con I Reyes 6:1 (el cuarto año de Salomón fue el año 480 de la era del Éxodo), para derivar la fecha del Éxodo en 1446 AC. El método para determinar la fecha del Éxodo y la entrada en Canaán a partir de los ciclos del Jubileo es independiente del método para derivar estas fechas a partir de I Reyes 6:1, pero los dos métodos concuerdan.
Un enfoque diferente se adopta en el Talmud (Arakhin 12a-b) que, como el Seder Olam, asigna solo 410 años al Primer Templo, precedidos por 480 años desde el Éxodo hasta su construcción por Salomón (I Reyes 6:1) en 832 AC (según el recuento rabínico) y su destrucción en 422 AC. El Talmud (Arakhin 12b) da cuenta de 40 años de peregrinación en el desierto, y 7 años necesarios para conquistar la tierra de Canaán y 7 años para dividir la tierra entre las tribus, ubicando el primer ciclo jubilar exactamente 54 años después del Éxodo (es decir, en 1258 AC), y diciendo que el Pueblo de Israel contó 17 jubileos desde el momento en que ingresaron a la Tierra de Canaán hasta su salida, y que el último jubileo ocurrió 14 años después de la destrucción del Primer Templo (es decir, en 408 AC). El exégeta talmúdico, Rashi, explica en el Talmud (Arakhin 12b) que el año de la destrucción del Primer Templo (422 AC) fue en realidad el año 36 del ciclo del Jubileo, y que catorce años después (408 a. C.) habría sido el siguiente Jubileo. Este lapso de tiempo, tomado en conjunto (desde 1258 AC hasta 408 AC), suma 850 años, durante los cuales el pueblo contó diecisiete Jubileos.
Sin embargo, el historiador Flavio Josefo tenía una tradición diferente, escribiendo en su obra Antigüedades Judías (10.8.5) que el Primer Templo duró 470 años, lo que, por necesidad, compensaría el número de ciclos jubilares. Además, el cálculo de Josefo de la cronología de los acontecimientos no siempre se alinea con el Seder Olam, el libro del que tanto depende la tradición rabínica. Las discrepancias entre Josefo y el Seder Olam han llevado a algunos estudiosos a pensar que las fechas prescritas en el Seder Olam son solo aproximaciones, ya que Josefo aporta evidencia de apoyo haciendo uso de dos épocas básicas, el recuento de la era de las Olimpiadas y el recuento de la Era Seléucida, extraídas principalmente de otros escritores, para verificar la historicidad de muchos de estos eventos. A pesar de sus diferencias en el lapso general de años, no hay necesariamente desacuerdo entre Josefo y Seder Olam cuando Josefo se refiere a las fechas de los años sabáticos durante el período del Segundo Templo, ya que el marco de tiempo para estas fechas se superpone a los mencionados en Seder Olam (Cap 30) para los períodos griego, asmoneo y herodiano.